# Дітероде
Дітероде (нім. Dieterode) — громада в Німеччині, розташована в землі Тюрингія. Входить до складу району Айхсфельд. Складова частина об'єднання громад Ерсгаузен/Гайсмар.
Площа — 2,79 км2. Населення становить 80 ос. (станом на 31 грудня 2021).

## Галерея

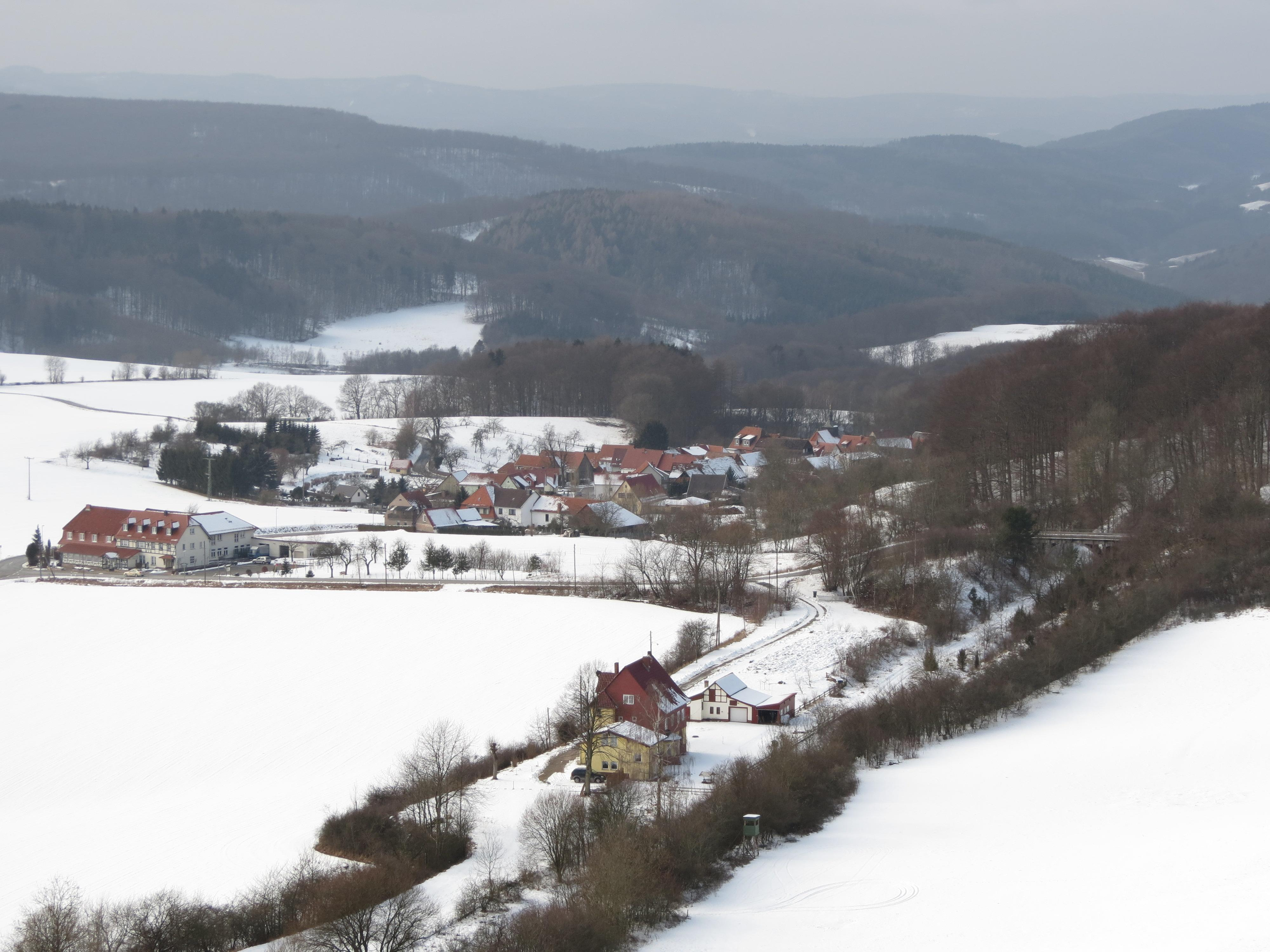
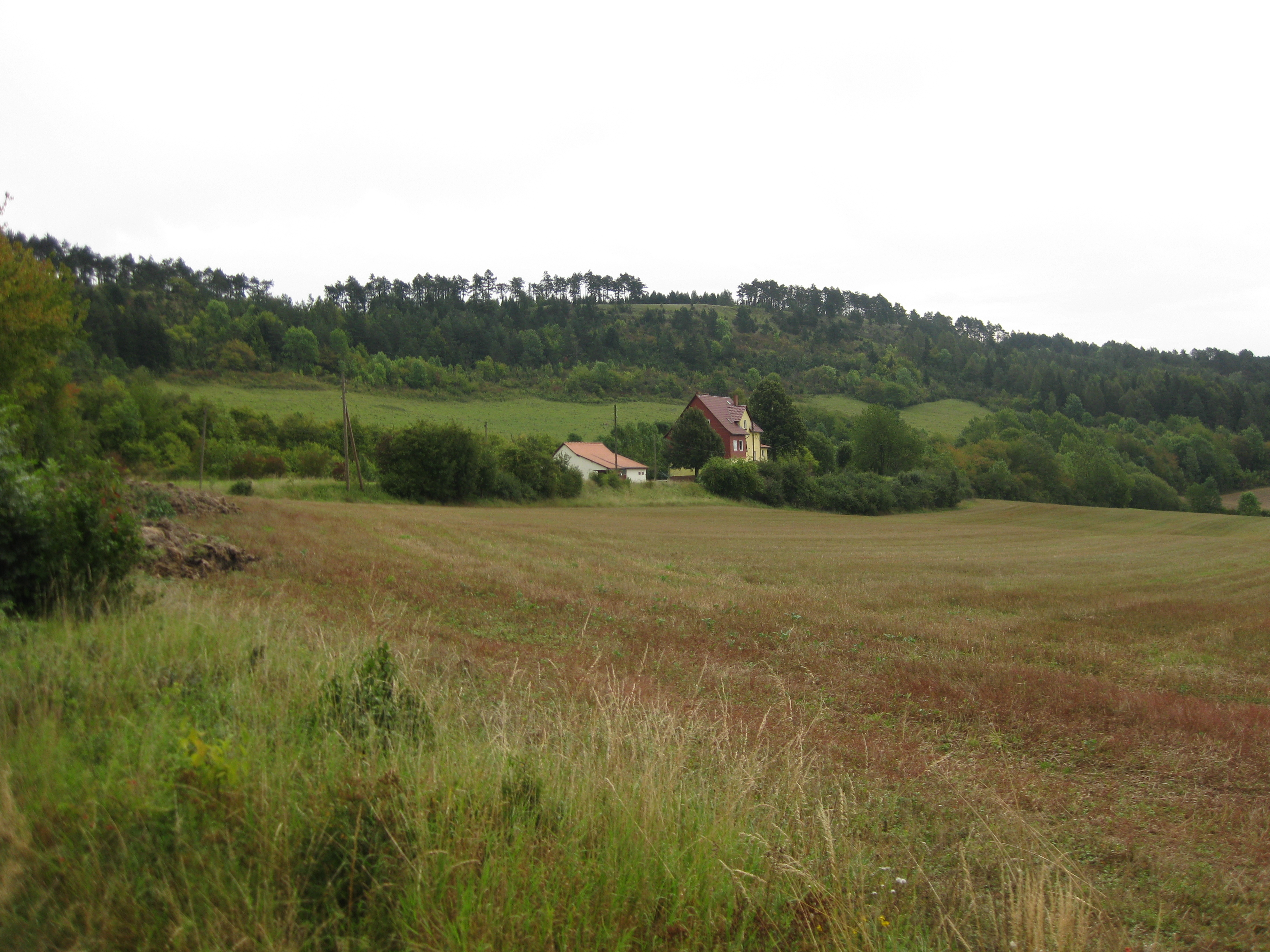